# Fenomenologija
Fenomenologija je filozofski pravac koji polazeći od fenomena čistih intencionalnih akata svijesti želi sagledati njihovu imanentnu suštinu, kao suštinu samih stvari.
Glavni predstavnici su Edmund Husserl i Martin Heidegger (˝Bitak i vrijeme˝)